# Hörschbachschlucht
Das Naturschutzgebiet Hörschbachschlucht liegt auf dem Gebiet der Gemeinden Althütte und Auenwald und der Kleinstadt Murrhardt im Rems-Murr-Kreis in Baden-Württemberg.
Das Gebiet erstreckt sich nordwestlich, westlich und südwestlich von Waltersberg, einem Weiler von Murrhardt, entlang des Hörschbaches und seiner Zuflüsse. Nordöstlich des Gebietes verläuft die Kreisstraße K 1807.

## Bedeutung
Das 46,4 ha große Gebiet steht seit dem 24. März 1995 unter der Kenn-Nummer 1.208 unter Naturschutz. Es handelt sich um Lebensräume in den Keuperklingen mit naturnahem Waldbestand, natürlichen geologischen Aufschlüssen und markanten Felsbildungen als wissenschaftlich bemerkenswerte Erscheinung. Dazu gehören auch Gewässer.